# 雪宝山镇
雪宝山镇，原为白泉乡，是中华人民共和国重庆市开州区下辖的一个乡镇级行政单位。2019年6月，撤乡设镇。区划代参码改为500154127。

## 行政区划
雪宝山镇下辖以下地区：
白马社区、百里村、罗家村、枫竹村、白泉村、钟鼓村和上华村。